# Ferrocarril Domingo Faustino Sarmiento
El Ferrocarril Domingo Faustino Sarmiento (FCDFS), de trocha ancha (1676 mm), es una de las seis líneas que componen la red ferroviaria argentina administrado por el Estado Nacional a través de Trenes Argentinos Operaciones; debe su nombre al escritor, docente y presidente argentino Domingo Faustino Sarmiento. Tiene su cabecera en la estación Once de Septiembre, en el centro de la Ciudad de Buenos Aires, y se dirige hacia el oeste del país, atravesando en su trayecto las provincias de Buenos Aires, La Pampa, Córdoba, San Luis y Mendoza.
Se creó al nacionalizarse el Ferrocarril Oeste de Buenos Aires (FCO) el 13 de febrero de 1947, siendo administrada por la empresa estatal Ferrocarriles Argentinos, denominada Empresa de Ferrocarriles del Estado Argentino (EFEA), que tenía a su cargo los servicios de trenes de pasajeros en el área metropolitana, los servicios interurbanos entre localidades aisladas y servicios de larga distancia que unían la estación Once de Septiembre con otras del interior del país. La red del Ferrocarril Sarmiento era usada para el transporte de cargas, destacándose el traslado de la producción agropecuaria.
Con la disolución de Ferrocarriles Argentinos y la cancelación de servicios, el levantamiento de extensos tramos, a principios de los años 1990 por el entonces presidente Carlos Saúl Menem, la mayoría de los servicios dejaron de operar. Parte de los ramales de carga fueron dados en concesión a la empresa América Latina Logística, mientras que otros fueron adjudicados a las empresas Ferroexpreso Pampeano y Ferrobaires.
El servicio metropolitano de pasajeros pasó a manos de la estatal FEMESA para ser dado en concesión a Trenes de Buenos Aires (TBA) en 1997, empresa que también operaba el Ferrocarril General Bartolomé Mitre. Entre 2012 y 2014 el servicio fue brindado por la UGOMS.
Tras la estatización el gobierno nacional inició un proceso de modernización de la red ferroviaria de servicios interurbanos. En julio de 2014 comenzó a incorporarse el nuevo material rodante, que cuenta con frenos ABS, sistema antiacaballamiento, cámaras de vigilancia en coches y cabinas de conductores con puertas transparentes, para que los pasajeros puedan verlos. También cuentan aire acondicionado y puertas inteligentes en los coches que impiden arrancar a la formación si están abiertas.
El Ferrocarril Sarmiento es, tras el Roca, es el que mayor cantidad de pasajeros transporta en el área metropolitana, donde sirve a las localidades del oeste del Gran Buenos Aires. A partir de 2014, Trenes Argentinos Operaciones (estatal) se hizo cargo del servicio. Durante 2015 se realizaron 253 obras a lo largo del ramal que une Once con Moreno a cargo de la Operadora Ferroviaria del Estado, sumadas a la incorporación de los trenes cero kilómetro que funcionan desde julio de 2014 en el marco de la renovación del sistema ferroviario que ya se replicó en otras líneas como el Mitre, San Martín y el Roca.

## Historia

### Origen

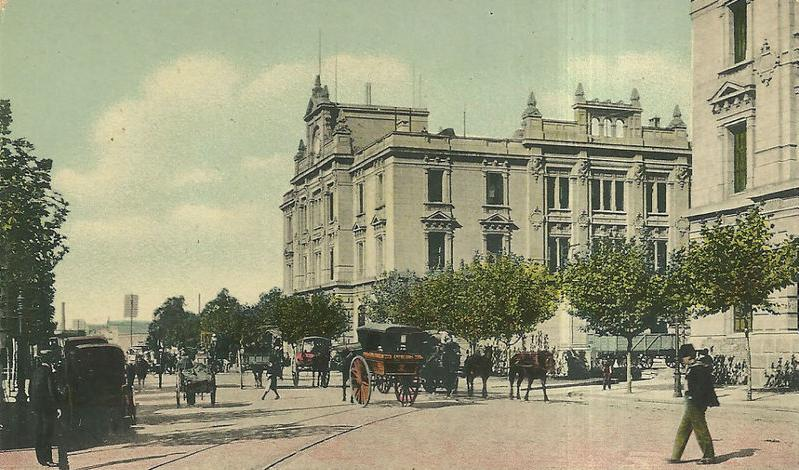
Estación Once de Septiembre a principios del.

El Ferrocarril Sarmiento, tiene su origen en el ex Ferrocarril del Oeste (FCO). Esta compañía había sido fundada por un grupo de empresarios porteños nucleados en la "Sociedad del Camino de Hierro de Buenos Aires al Oeste". Dicho ferrocarril había sido el primero construido en territorio argentino: su inauguración tuvo lugar el 29 de agosto de 1857. Inicialmente comenzó a prestar servicios en un trayecto de 10 km que iba desde la estación "Plaza Del Parque" (Actual Teatro Colón - Capital Federal) hasta la estación "La Floresta", que en aquel entonces se encontraba en el pueblo de San José de Flores (hoy parte de la Capital Federal). Pronto sus rieles se extenderían hasta las zonas más productivas del interior de la provincia de Buenos Aires. En su rica historia, este ferrocarril comenzó como una empresa privada formada por inversores porteños y extranjeros, poco después su administración pasa a manos del Estado de Buenos Aires, donde se convierte en un ejemplo de eficiencia y buena administración. Durante este período su principal rival fue el Ferrocarril del Sud, ya que ambas empresas compitieron ferozmente por extender su influencia hacia el próspero suroeste bonaerense.
En 1890, por iniciativa del gobernador Máximo Paz, el ferrocarril es vendido a la compañía británica "The Buenos Aires Western Railway Limited", aunque continúo denominándose popularmente como Ferrocarril del Oeste. Ya en manos privadas sus líneas siguieron expandiéndose a través de las provincias de La Pampa, San Luis y Mendoza. Para 1914 la punta de rieles llegaba hasta el pie de la Cordillera de los Andes, aunque la Primera Guerra Mundial impidió cumplir el sueño de que el FCO se transformara en un Ferrocarril Trasandino.

### Estatización y modernización
Para 1945, el contexto nacional e internacional era muy distinto al de principios de siglo y ahora, los franceses e ingleses, afectados por la Segunda Guerra Mundial, buscaban formalizar conversaciones con el gobierno del Juan Domingo Perón, para vender sus ferrocarriles. El 1 de noviembre de 1947 se hizo efectiva la incorporación de las empresas francesas a los Ferrocarriles del Estado.
El 1 de marzo de 1948 el gobierno argentino tomó formal posesión de los ferrocarriles británicos, incluido el Ferrocarril del Oeste. El decreto del Poder Ejecutivo nacional n.º 32574/1948 de 21 de octubre de 1948 dispuso que a partir del 1 de enero de 1949 las líneas ferroviarias nacionalizadas llevaran los nombres de próceres o personajes ilustres del país que tuvieran algo que ver con la región servida por cada ferrocarril, por lo que el Ferrocarril Oeste fue renombrado como «Ferrocarril Nacional Domingo Faustino Sarmiento». En los fundamentos del decreto se expresa «que es deber del Gobierno de la Nación mantener vivo en el pueblo el culto a la memoria de los forjadores de la nacionalidad, como tributo de gratitud a sus patrióticos afanes y para fortalecer los sentimientos de solidaridad con nuestro pasado». Poco después se dispuso que al nuevo Ferrocarril Nacional Domingo Faustino Sarmiento se incorporaran a partir del 1 de enero de 1949 los siguientes ramales que el decreto n.º 32574 había incorporado al Ferrocarril Nacional General Roca: Huinca Renancó-Darregueira, Maza-Cereales, Maza-Tres Lomas, Rivera-Salliqueló, Rivera-Doblas, Rivera-Carhué, Darregueira-Remecó, Guatraché-Alpachiri del Ferrocarril Bahía Blanca al Noroeste, y el ramal de Merlo a Empalme Lobos que perteneciera al Ferrocarril del Sud desde 1891.
El 3 de marzo de 1949, por iniciativa del entonces secretario de Transportes coronel Juan Francisco Castro, se inaugura el servicio de pasajeros con coches eléctricos entre Caballito y la flamante parada "1º de Marzo", situada en el cruce de las vías del puerto y la calle Cangallo (hoy Teniente General Perón). El precio del viaje era de 30 centavos en primera y 20 en segunda. Los 7 kilómetros y medio entre ambas cabeceras no poseían paradas intermedias, lo que permitía que a una velocidad comercial de 30 kilómetros por hora se pudiera cumplir el trayecto en veinticinco minutos, empleándose dieciséis o diecisiete en recorrer el túnel. Por otra parte, el subterráneo de la Línea "A", efectuaba un trayecto similar y permitía, además, la combinación con los trenes del Ferrocarril Sarmiento en la estación subterránea de Plaza Once. Luego de ser suprimido el precario apeadero de madera de la zona portuaria, se decidió dar el nombre “1º de Marzo” a la estación “11 de Septiembre”, lo que se concretó el 30 de julio de ese año. Tiempo después, el 5 de octubre de 1951, la Plaza Once es rebautizada como "Miserere" y por lo tanto la estación ferroviaria subterránea bajo dicha plaza también fue denominada de ese modo.
Al comenzar la década de 1950, la República Argentina se encuentra con una industria de bienes de consumo durables en franco desarrollo, atendiendo los requerimientos de un mercado que hasta ese entonces era abastecido tradicionalmente por la importación. A través de la empresa Fiat Concord se comienza a producir motores a combustión interna, diésel y dual-fuel, para grupos electrógenos, tracción ferroviaria, propulsión naval y aplicaciones industriales. Esta producción era totalmente nacional -por la compleja tecnología y el personal altamente especializado que requiere-. Estos equipos ferroviarios no solo eran comercializaban en la Argentina sino también en otros países como Bolivia, Brasil, Chile, Egipto, Paraguay y Uruguay que adquirían estos motores.
Al momento de la nacionalización, la mayor parte de las locomotoras aún seguían siendo a vapor y los viajes de larga distancia debían hacerse mayormente con los clásicos trenes de madera. Recién a principios de los años ’50, hubo un comienzo de renovación con la masiva introducción de locomotoras diésel de origen estadounidense (General Motors y Baldwin-Lima-Hamilton) y ya en 1951 de origen nacional.

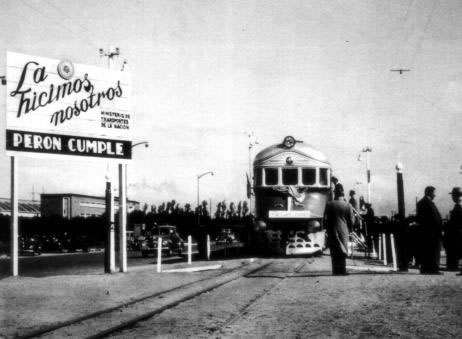
Locomotora «CM1», conocida como "la Justicialista" la primera de fabricación nacional.

En 1953 se instalan en el paso a nivel de la calle Boyacá, en el barrio de Flores, las primeras barreras automáticas del país. Poco después, el 23 de junio de 1955 se da comienzo a las obras de remodelación de la Estación Once, tendientes a modernizar las instalaciones para concentrar allí el grueso del servicio eléctrico. Tras la nacionalización de los ferrocarriles, la Estación Once de Septiembre (Cabecera del Servicio), había sido rebautizada con el nombre "1º de Marzo" recordando la fecha en que los ferrocarriles británicos habían pasado a manos del Estado Argentino. A fines de 1955,  la dictadura autodenominada Revolución Libertadora, cambia su nombre por "11 de Septiembre". Para 1957 la red ferroviaria llegó a los 47 mil kilómetros de extensión.

### Cierre de ramales durante la dictadura cívico-militar de 1955
El desarme de la estación y el levantamiento de las vías se produjo entre los años 1956 y 1958. Una resolución del 12 de enero de 1956 suprimió el adjetivo "Nacional" en las denominaciones de todos los ferrocarriles del país. La red ferroviaria continuó creciendo hasta 1957, año en que se llegó a los 47 mil kilómetros de extensión. Desde entonces, comenzó un retroceso gradual y sostenido en la red. 
A través del denominado Plan Larkin, el gobierno de Frondizi contemplaba abandonar el 38 % de las vías férreas existentes, el despido de 70 000 empleados ferroviarios y la reducción a chatarra de todas las locomotoras a vapor, al igual que 70 000 vagones y 3000 coches. De los miles de kilómetros desmantelados, 7300 pertenecían al Ferrocarril Sarmiento. El transporte de pasajeros en el interior del país se desplomó hasta un 70 %, los ingresos un 40 % y las cargas que transportaban se redujeron un 23%. Se salto entonces a la segunda etapa, en la cual serían protagonistas el ministro de Obras Públicas Alberto Constantini y el ministro Acevedo, quien era partidario de eliminar todas las líneas y ramales que dieran déficit, como fue el caso de las del provincial. Clausuró, así, varios ramales del Sarmiento, lo que provocó que se iniciasen varios paros, entre ellos uno de 42 días que se inició el 1 de agosto de 1961, oponiéndose tanto a los despidos como al desguace de material rodante.
A fines de 1955, la municipalidad de Luján pide la apertura de cuatro pasos a nivel para mejorar la circulación de la ciudad y que si esto no era posible, que se procediera a desmantelar las vías, lo que finalmente se produjo entre 1956 y 1958. el proyecto para construir locomotoras en el país que se llevaba a cabo en los talleres de Liniers y luego de Mendoza, que abastecerían con coches nuevos al Sarmiento, donde funcionaba la Fábrica argentina de locomotoras (Fadel), que fue cerrada y desmantelada con la llegada de la revolución libertadora (1955-1958).Otro hecho destacable en este período fue la militarización del personal ferroviario (1958).  
Hasta la finalización del gobierno militar de la Revolución Libertadora, en 1958 hubo una merma de pasajeros y toneladas anuales transportadas.
Con las posteriores llegadas de las dictaduras (Juan Carlos Onganía, en 1966, y Jorge Ragael Videla, en 1976) se intensificó la reducción del ferrocarril Sarmiento para dejarle espacio a las compañías automotrices: se comenzó a levantar kilómetros de vías y, además, se clausuraron varios ramales. El Plan Larkin era retomado. La mayor parte de noroeste argentino quedó desabastecida en cuanto a trenes de transportes de pasajeros. De 50 mil K. de vías en 1950, se pasó 7 mil km. en ferrocarriles de pasajeros.

### Décadas de 1970 y 1980
En 1972, luego de una década y media, finalizaron las obras en la estación cabecera. El nuevo complejo contaba con una moderna estructura que dividió en dos partes al edificio histórico. Tres años después quedó concluido el nuevo edificio de la estación Floresta, que fuera la primera terminal del ferrocarril y el tercer edificio construido para esta estación.[cita requerida]
En los años 1980, se resolvió reorganizar el transporte ferroviario del conurbano bonaerense, creando la llamada “Línea Metropolitana”, que se conformaría segregando paulatinamente la administración de las líneas suburbanas del tronco de cada una de las líneas generales. La sección suburbana del F.C. Sarmiento se integró a la misma en 1981, pero al cabo de cinco años dicha sección volvió a su línea original.[cita requerida]

### Reorganización y privatización
En virtud del Decreto N.º 520/91 se creó una nueva empresa como desmembración de Ferrocarriles Argentinos, denominada FE.ME.S.A. o Ferrocarriles Metropolitanos S.A., que comenzaría a dedicarse a la administración, operación y racionalización de servicios en el área metropolitana de Buenos Aires. Ferrocarriles Argentinos, por su parte, continuaba a cargo del transporte de cargas y pasajeros en los tramos de mediana y larga distancia, el 10 de marzo de 1993, mediante un decreto del presidente Carlos Menem, desaparecieron en forma masiva los trenes de pasajeros que unían el territorio.
Con respecto a los servicios de cargas, el Estado fijó en 1989 las bases para la concesión del servicio, estimando el monto del canon que debería pagar cada concesionaria al Estado. Desde 1989 hasta 1995 el proceso de privatización de empresas públicas, entre ellas el Sarmiento sufrió diversas modificaciones y déscréditos. Inicialmente la tarea había sido encomendada a Roberto Dromi, a cargo del Ministerio de Obras y Servicios Públicos (MOySP), que tras varias irregularidades y acusaciones de corrupción terminó siendo suprimido. El cierre de ramales en los años 90 provocó que la red ferroviaria, que abarcaba más de 46 mil kilómetros en todo el país, baje a 27 mil kilómetros.
En 1999, a pesar de los duros cuestionamientos escuchados en las audiencias públicas donde se denunció la falta de inversión, Menem, a punto de finalizar su mandato, firmó un decreto prolongando de concesión del Sarmiento por 20 años más. Los beneficios para el concesionario se encontraban en la libertad tarifaría.
FerroExpreso Pampeano —cuyo control mayoritario estaba en manos de Techint— primer concesionario privado. Esta empresa paso a administrar el corredor Buenos Aires-Rosario-Bahía Blanca, donde el principal producto transportado eran los granos y cereales para ser embarcados en los puertos. La concesionaria contaba con 5.093 k de red, 31 locomotoras suministradas por Ferrocarriles Argentinos S.A. y cerca de 1600 vagones. Alrededor de un 45% de la red constituía un ramal principal mientras que el resto de la línea estaba formada por ramales secundarios. Los trenes operados diariamente variaban entre 10 y 20 de acuerdo con las circunstancias estacionales de las cosechas.
En noviembre de 2000 TBA, bajo el gobierno de Fernando De la Rúa, ya sin concretar las obras comprometidas extendió por otros 14 años la concesión a cambio de obras, del aumento de tarifas y el pago de la deuda que mantenía con el Estado, que rondaba entonces los U$S 100 millones.
Casi diez años después, con el doble impacto de la devaluación y los altos precios agrícolas, la facturación de FerroExpreso Pampeano se triplicó.

### Planes de Soterramiento

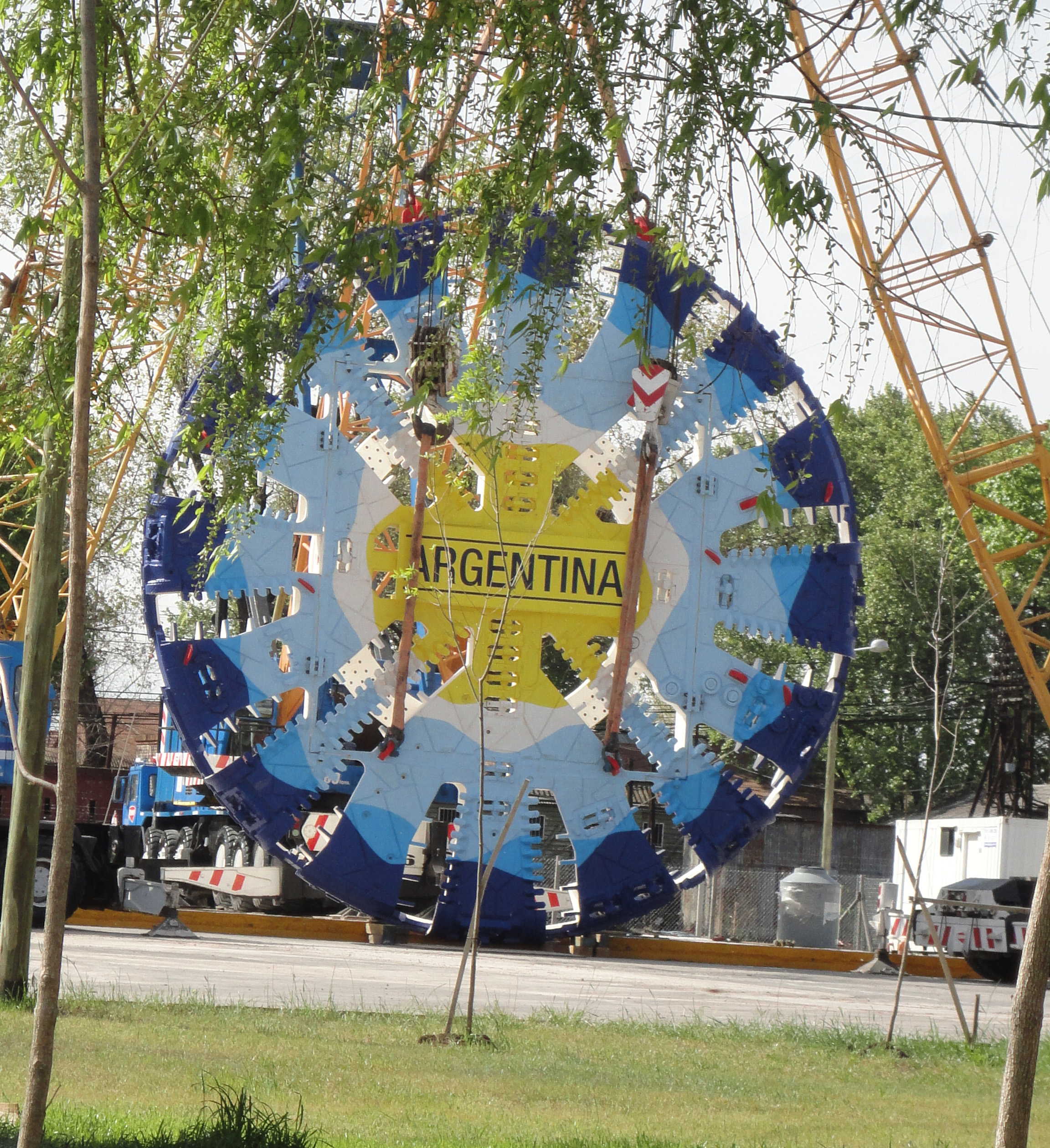
Cabezal de la Tuneladora "Argentina", a cargo de las obras para soterrar el tramo Caballito-Moreno, del servicio metropolitano.

El soterramiento del ramal fue planteado cuando los ferrocarriles eran británicos, fue luego reformulado y prometido durante varias gestiones. 
El subsecretario de Obras y Servicios Públicos Juan Ovidio Zavala expresaba su opinión con respecto al plan: "el ferrocarril no puede ser solución integral del transporte urbano, aún puesto a bajo nivel, es decir, que su reemplazo por el sistema de subterráneos es evidentemente imprescindible.
Entre 1983 y 1985 Ferrocarriles Argentinos y la MCBA negociaron la posibilidad de soterrar el Ferrocarril entre Caballito y Liniers, sin embargo, no se llegó a ningún acuerdo. Lo único que pudo realizar la Municipalidad de Buenos Aires fueron los pasos viales de las calles Yatay y Ambrosseti, aprovechando estructuras construidas por el Ferrocarril Oeste en 1905.
Poco después, en 1987 se firmó un nuevo convenio para los bajos niveles de las calles Boyacá y Donato Álvarez. Sin embargo, la Municipalidad ignoró dicho convenio y apoyó la nueva propuesta de Subterráneos de Buenos Aires para el soterramiento entre Caballito y Liniers con dos vías para el ferrocarril y otras dos para el Subte. Aunque no se concretó.
La iniciativa fue abandonada tras la concesión de los ferrocarriles a comienzos de la década del 90. Los anuncios sobre el soterramiento resurgieron en el 2006, enmarcada como una obra de logística imprescindible para mejorar las condiciones de viaje de los habitantes de la Capital y el Conurbano Oeste. Inicialmente la obra estaba programada para el tramo Caballito-Liniers, aunque a lo largo del año 2007 el Poder Ejecutivo decidió ir extendiendo sucesivamente el alcance del proyecto: primero se anunció que las obras abarcarían hasta Haedo, luego se dijo hasta Morón y finalmente se anunció que incluirían todo el tramo electrificado hasta Moreno.
En 2017 se anuncia que la empresa Ghella será la responsable de la ingeniería, mientras que Iecsa, de Angelo Calcaterra, se sumará a la construcción. Oderbretch, investigada en el escándalo Petrobras junto a Iecsa ofrece el impulso político para el nuevo relanzamiento del proyecto.
- Abril de 2016: se cae la financiación del proyecto.[16] el juez federal Sebastián Ramos abrió camino a la investigación por la modificación de las condiciones de la adjudicación del soterramiento del ferrocarril para beneficiar a la empresa Iecsa por más de 70 000 millones de pesos.[17]

En diciembre de 2019, días posteriores a la asunción de Alberto Fernández como el flamante presidente de la República, el Gobierno Nacional anuncia que dejará de financiar el Soterramiento del Ferrocarril Sarmiento en el marco de la "emergencia económica", causando que la obra sea pausada indefinidamente. El Gobierno de la Ciudad busca financiación para seguir por su cuenta con la obra.

## SigloXXI
El uno de noviembre de 2005, en la estación Haedo, una protesta de los pasajeros con activistas de Quebracho dañó 15 coches y más de 70 detenidos y la vieja estación destruida por el fuego. Las tareas de reconstrucción tardaron más de un año y costaron unos $ 800.000,- pesos.
En 2008, el Gobierno Nacional suscribió el contrato de obra pública para el soterramiento de la línea con un pool de empresas privadas. En el año 2011 arribó al país la tuneladora alemana, bautizada "Argentina". El 2 de julio de 2012, comenzó formalmente el Soterramiento, con la activación de la tuneladora, partiendo desde Haedo, a un ritmo de 20 metros por día. En 2012 La operación paso a manos de la UGOMS (formada por Metrovías y Ferrovías) y el personal fue transferido a la empresa estatal residual, Ferrocarril Belgrano S.A.
En 2014 la primera formación de nueve coches 0km, partió el 6 de junio desde la estación de Once hacia la de Villa Luro, junto a los técnicos y operarios que realizan el alistamiento de los nuevos coches. Los nuevos coches están dotados de puertas inteligentes que impiden que la formación se mueva si están abiertas, aire acondicionado, suspensión neumática y furgones integrados. Cada formación de 9 coches mide 220 metros de largo y puede llevar más de 3.000 pasajeros“, destacó. La flota se renovó el 15 de septiembre de 2014 y los Pumas v4 y Toshibas que quedaban fueron trasladados al Depósito Haedo, renovándose gran parte de la flota.

La Línea Sarmiento de Trenes comprende, en 2014: 1 ramal electrificado (Once-Moreno) con 36 km de extensión; 2 ramales diésel con 157 km (Merlo-Lobos y Moreno-Mercedes) y 2 servicios diferenciales que unen Once - Moreno y Once - Mercedes con paradas en las estaciones más importantes. Tiene un total de 41 estaciones y su área de influencia abarca el sector Oeste de la Capital Federal y 10 municipios del Gran Buenos Aires. En noviembre de 2015 se produce la incorporación de coches 0km de última generación y a los mayores controles sobre conductores, que antes de tomar servicio son sometidos al test de alcoholemia y drogadicción, junto con la creación del centro de Control Trenes y a la realización de exámenes periódicos en el Instituto de Medicina Aeroespacial. El 12 de octubre de 2016 se iniciaron las obras, diez años después del primer anuncio, durante la gestión del por entonces presidente Mauricio Macri. Se excavaron 22,4 kilómetros de túnel, paralelo al trazado actual de las vías, para conectar las estaciones de Castelar con Caballito, en la Ciudad de Buenos Aires.

## Servicios

### Servicios de pasajeros metropolitanos

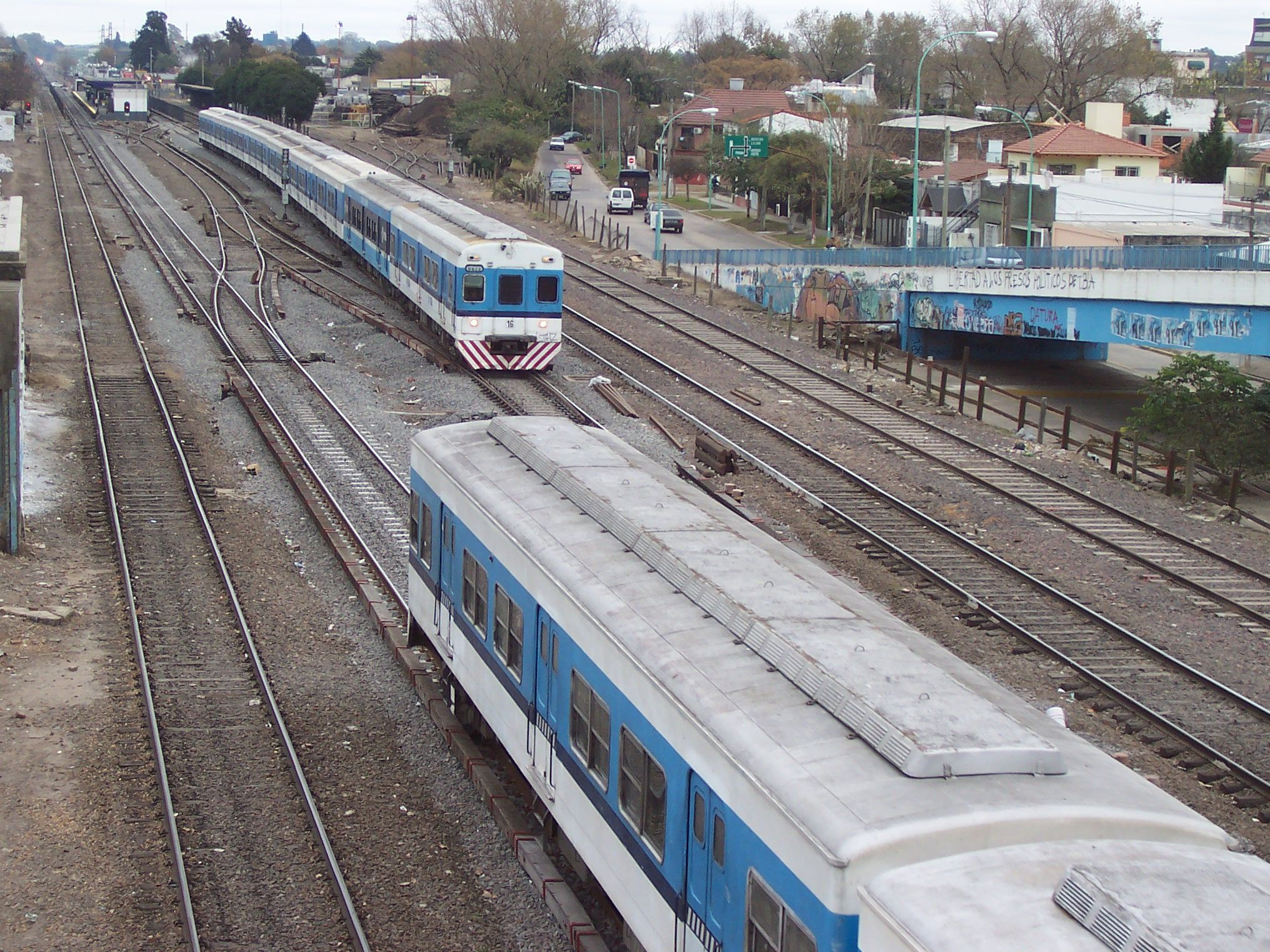
Vista aérea del Ferrocarril Sarmiento a la altura de Merlo.

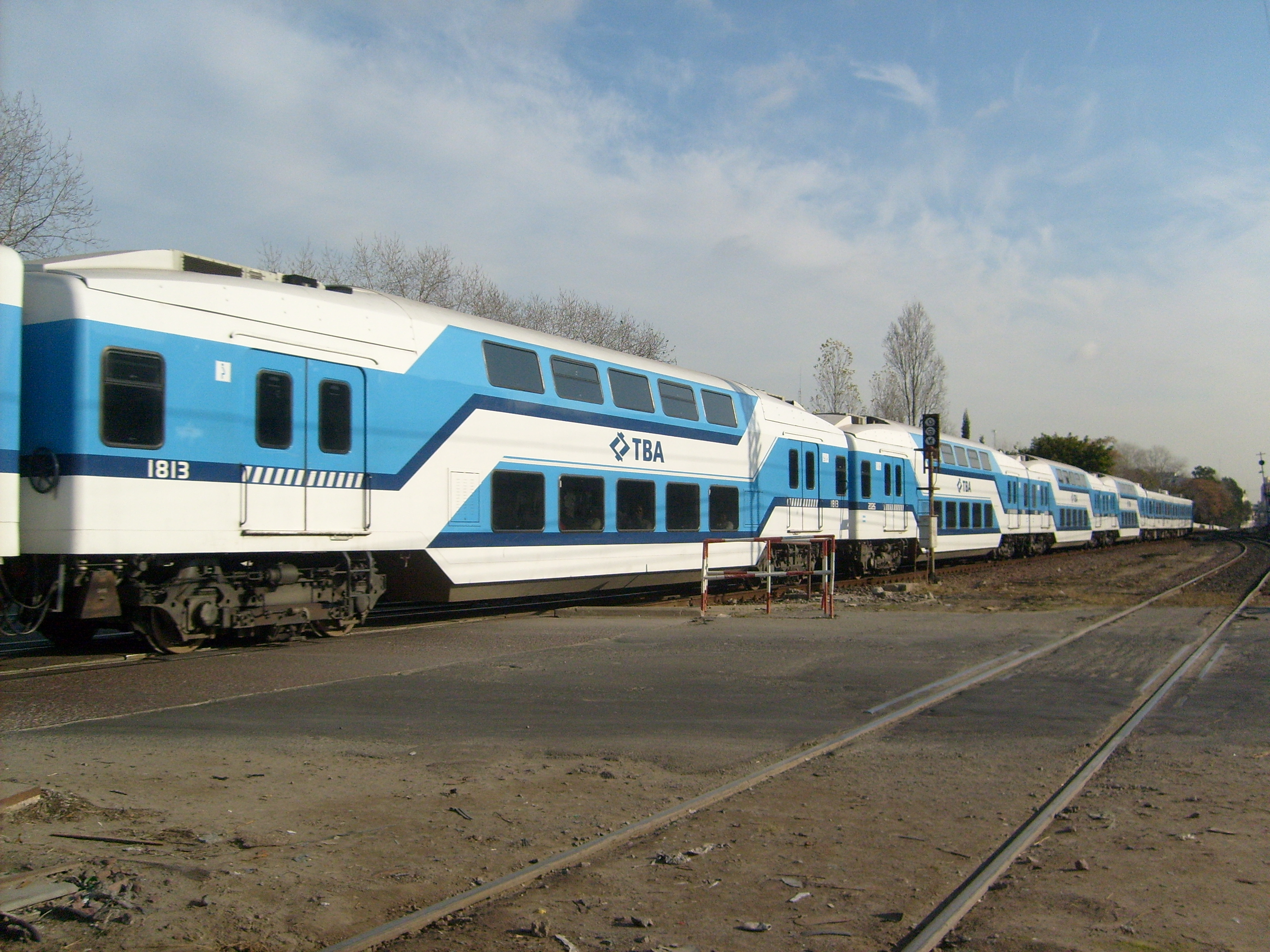
Novedosos coches Doble Piso, incorporados a partir de 2007.

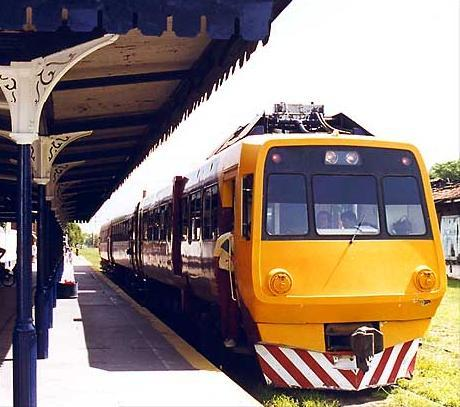
Coche Motor de TBA realizando servicios interurbanos próximos a Buenos Aires.

En lo concerniente a la Red Metropolitana de Buenos Aires, por Resolución N°134 del MEyOSP de fecha 29 de enero de 1992 fueron aprobadas las Condiciones Particulares de la Licitación Pública correspondiente al grupo de Servicios 1 y 2 (líneas Mitre y Sarmiento) y fue Trenes de Buenos Aires S.A., la empresa que presentó la oferta más conveniente y de menor costo para el Estado Nacional por gerenciar ambas líneas.[cita requerida] Su cotización fue la más baja de todos los oferentes, estableciendo un desembolso por parte del Estado de 439 millones de dólares por los diez años de concesión. 
El nuevo servicio lo efectuaba una dupla de coches motores livianos (CML), fabricados en Córdoba por la empresa Materfer. El viaje abarcaba una distancia de 26,5 kilómetros entre ambas cabeceras, empleando 47 minutos. El trayecto en superficie era de 21,8 kilómetros en los que empleaba 38 minutos y por el túnel, recorría 4,7 kilómetros en 9 minutos.
Bajo ese concepto el gobierno dictó el Decreto N° 543/98 y a partir de esa base se renegoció el contrato. En 2008, el organismo AGN constató “la falta de ejecución de rutinas de mantenimiento de material rodante, con consecuencias directas en la seguridad del sistema ferroviario concesionado”En el detalle de falencias concretas, el informe de la AGN describe en el capítulo de pasos a nivel, y tras indicar que “TBA no arregla las fallas constatadas con relación al mantenimiento y la seguridad” en ese rubro, “falta de defensas para impedir el ingreso distraído de peatones, campanillas que no funcionan, falta de faroles y o reflectivos en brazos de barreras, visibilidad obstruida” Advierte, asimismo, que “se detectó la existencia de pasos a nivel no habilitados”.
Sin embargo, el nuevo gobierno nacional del radical Fernando De la Rúa, electo a fines de 1999, modificó el Plan reduciendo la inversión en obras a 1300 millones de dólares. Además, el Estado Nacional tomó como propias las obras de eliminación de los pasos a nivel y la electrificación de los tramos Merlo - Marcos Paz y Moreno - General Rodríguez. La Addenda aprobada por Decreto 104/01 establecía ingresos adicionales provenientes de aumentos de tarifa. La posterior desinversión y el aumento constante de los costos, provocó que el servicio comenzara a precarizarse de manera acelerada.
La flota se renovó el 15 de septiembre de 2014 y los Pumas v4 y Toshibas que quedaban fueron trasladados al Depósito Haedo.
La renovación integral de la línea Sarmiento comprendió la incorporación de 25 trenes 0km que fueron comprados por el Estado Nacional a China.
17 trenes 0km de 9 coches cada uno. La inversión en material rodante de la Línea Sarmiento asciende a US$ 285.750.000 Actualmente, el servicio se presta con 13 formaciones de 8 coches que tienen una antigüedad promedio de 50 años.Con estos 25 trenes se duplicarán las frecuencias y mejorará definitivamente la calidad del viaje de los pasajeros que utilizan la línea. Junto con la reconstrucción de 14 estaciones, la primera que se inauguró fue Villa Luro.

### Servicio de pasajeros interurbanos

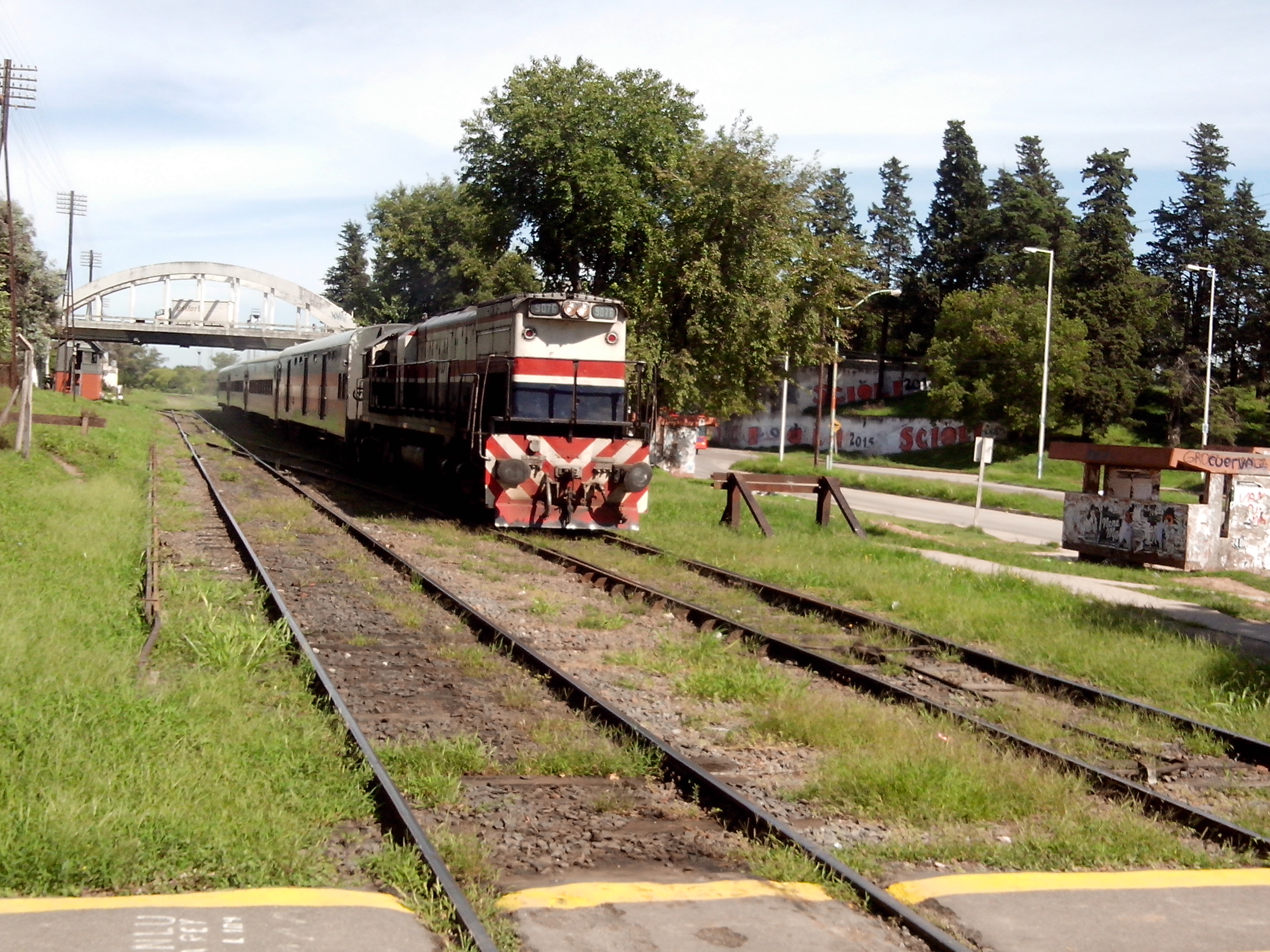
Tren de la UEPFP (Ferrobaires) a cargo del servicio interurbano.

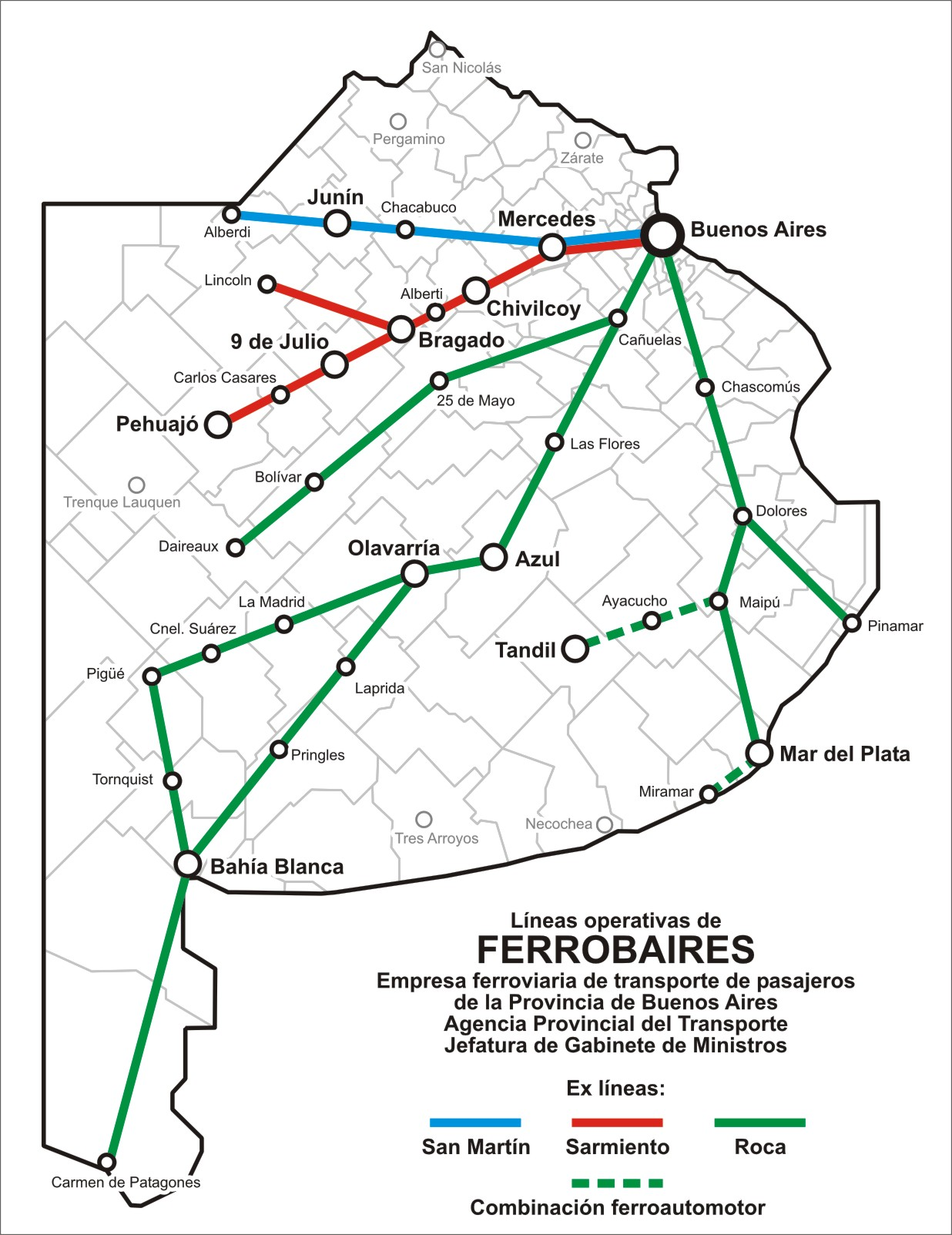
Mapa con los servicios brindados por Ferrobaires (en rojo los del Sarmiento).

Para salvar y recuperar parte del transporte interurbano de pasajeros, la provincia de Buenos Aires creó la Unidad Ejecutora del Programa Ferroviario Provincial (U.E.P.F.P.), la cual comenzó a operar distintas líneas que partían tanto de Constitución como de Retiro y Once. Conrespecto al ex F.C. Sarmiento este énte reactivo los siguientes ramales:
• Once - Santa Rosa - Toay
• Once - General Pico
A partir del 26 de agosto de 1993 volvieron a circular estos trenes interurbanos, sin embargo la empresa enfrentó desde el comienzo una gran precariedad en sus posibilidades de cumplir horarios. La condición para que la Provincia de Buenos Aires asumiera el manejo del servicio de trenes de pasajeros, era hacer un llamado a licitación y privatizarlo en un plazo de 180 días, con lo que la UEPFP sería un organismo de transición. 
El servicio de pasajeros a la provincia de La Pampa había sido posible, mediante un convenio entre las provincias de Buenos Aires y La Pampa. Desde Once en la Capital Federal partían trenes a Toay y a General Pico, arribando a esta última mediante el empalme Olascoaga.
El paulatino deterioro de las vías, a raíz de las inundaciones, hizo que en marzo de 1998 el trayecto entre empalme Olascoaga y General Pico se volviera intransitable. Así fue que los tres servicios semanales a la susodicha localidad se cumplieran vía Catriló, alargando el tiempo de viaje de 9 a 12 horas. [cita requerida]Sin embargo, los viajeros, generalmente personas de menores recursos o en urgencias por distintas razones, siguieron utilizando el tren de ida y vuelta a Buenos Aires, ya fuera en pullman, primera o turista, con un valor de pasaje que comparado con los otros servicios, representaba, indudablemente una economía significativa.
En noviembre de 2000 y para empeorar las cosas se suspendió momentáneamente el servicio de trenes de pasajeros desde la Estación Once hasta Toay, y viceversa, a raíz de las inundaciones en la provincia de Buenos Aires, sobre todo en el tramo de vías que corría entre Pehuajó y Trenque Lauquen. No se sabía fehacientemente cuando se reanudarían las prestaciones y a esta contingencia climática se sumaba el de por sí deficiente servicio ferroviario de pasajeros que ponía en riesgo la continuidad del convenio para su prestación suscripto por el gobierno pampeano. 
Tras casi tres años de la suspensión del transporte de pasajeros en el ramal Olascoaga-General Pico, y ante el requerimiento de los municipios de la zona por falta de medios de transporte públicos, agravado por las inundaciones que hacían intransitables los caminos, Ferrobaires procedió el día 13 de diciembre de 2000, a reinaugurar el servicio desde Once de Septiembre hasta Carlos Tejedor (Prov. de Buenos Aires) que más adelante en una segunda etapa sería rehabilitado definitivamente en su totalidad hasta Gral. Pico. El tren partía desde Once, unido al que se dirigía a Toay (La Pampa) y al que seguiría a General Pico (previo desenganche en Catriló). Ambas formaciones iban juntas hasta Bragado, pasando previamente por Luján, Mercedes y Chivilcoy.[cita requerida]
En Bragado la locomotora titular se retiraba hacia los depósitos de Mechita y la formación se dividía. Una GT-22 tomaba algunos de los coches y continuaba viaje hacia La Pampa y cuando pasaba el tramo de 18 km hasta Olascoaga, una ALCO RSD 16 iniciaba viaje con los coches restantes hacia Carlos Tejedor.
Como estaba previsto el tren de Tejedor extendió su recorrido hasta General Pico unos meses después, pero en su viaje inaugural, la locomotora descarriló en la playa de esta última estación. Ese fue el único viaje que hizo, ya que la semana posterior volvió a correr por Catriló (vía Quemu Quemu) y, como era de esperar, las inundaciones afectaron nuevamente al servicio de Tejedor, que luego fue cancelado definitivamente.
La caída de la demanda y la necesidad de ajustar los gastos operativos llevaron al administrador general, Guillermo Crespo, a racionalizar los distintos servicios de pasajeros y dentro del plan de ajuste que comenzó a implementar Ferrobaires, La Pampa no podía quedar exenta, y es por ello que a partir del mes de agosto de 2001, la frecuencia de trenes que unían dicha provincia con Buenos Aires, bajó de 3 viajes semanales a 2. La noticia era desalentadora, y dejaba entrever el fin de los ferrocarriles interurbanos en La Pampa. Al momento de la privatización, en General Pico vivían más de 600 ferroviarios, y para aquel entonces solo quedaban 30, el deterioro era más que evidente.
Poco después dejó de correr el tren a Pico por Catriló, y también desapareció el tren a Toay. Llegando los trenes solo hasta Chivilcoy en la provincia de Buenos Aires.

### Accidentes
El martes 13 de septiembre de 2011, en el paso a nivel de la calle Artigas del ramal Moreno - Once, una formación embistió a un colectivo de la Línea 92 en la Estación Flores (Ciudad de Buenos Aires), lo que provocó el descarrilamiento de aquella y la posterior colisión contra otra formación que circulaba en sentido contrario (hacia Estación Once). Fallecieron 11 personas y 228 resultaron heridas. Las causas del siniestro se encuentran bajo investigación y tras 2 años la causa se encuentra congelada. En primera instancia, la observación de las imágenes registradas por cámaras de seguridad de la zona dan cuenta que el chofer del colectivo intentó cruzar el paso a nivel con las barreras bajas.
El 22 de febrero de 2012, en el ramal Moreno - Once, la formación 3772 que, a las 8:33 hs, ingresaba a la Estación Once colisionó con los sistemas de paragolpes de contención de la estación, de ese evento resultó que 51 personas y un bebe en gestación fallecieron, y 789 resultaron heridas de diferente gravedad.
Con posterioridad al hecho, del cual cabe resaltar que es uno de los mayores accidentes ferroviarios de la historia argentina, se inició una investigación penal que resultó, en parte, en la condena del exministro de Planificación Julio De Vido, del ex secretario de Transporte Juan Pablo Schiavi, también del ex secretario de Transporte Ricardo Jaime, del motorman de la formación Marcos Córdoba, y de los hermanos Sergio y Roque Cirigliano, cuyas condenas el máximo tribunal del país dejó firmes, y las cuales son a saber las que pesan sobre Schiavi (5 años y seis meses de prisión), los Cirigliano y Córdoba (3 años y 3 meses), entre otros, mientras queda pendiente de resolución la condena que pesa sobre Ricardo Jaime, elevada a 7 años de prisión por la Cámara Federal de Casación Penal y que aún no tiene el doble conforme. En tanto, la condena que pesa sobre Julio De Vido, de 5 años y 8 meses de prisión tuvo un recurso de casación denegado ante la mencionada Cámara. Por lo cual, el condenado y su defensor presentaron un recurso extraordinario, que de ser denegado, motivará la presentación del recurso de queja ante el Tribunal Superior de nuestro país.
En tanto, de dichos condenados se encuentran únicamente en prisión efectiva Sergio Cirigliano, Ricardo Jaime, y Juan Pablo Schiavi. Siete están bajo arresto domiciliario, por motivos de salud personal o por cuestiones familiares: entre ellos Julio De Vido. Otros cinco están en libertad.
El 14 de junio de 2013, a las 7:07 de la mañana, una formación que se encontraba detenida a metros de la estación Castelar fue embestida por otro tren que iba en el mismo sentido. 
Hubo 3 víctimas fatales y 315 heridos, 5 de ellos de gravedad.
En 2004, Ferrobaires rehabilitó los servicios que partiendo de Bragado alcanzaban las ciudades de Lincoln y Pehuajó.

## Servicios interurbanos

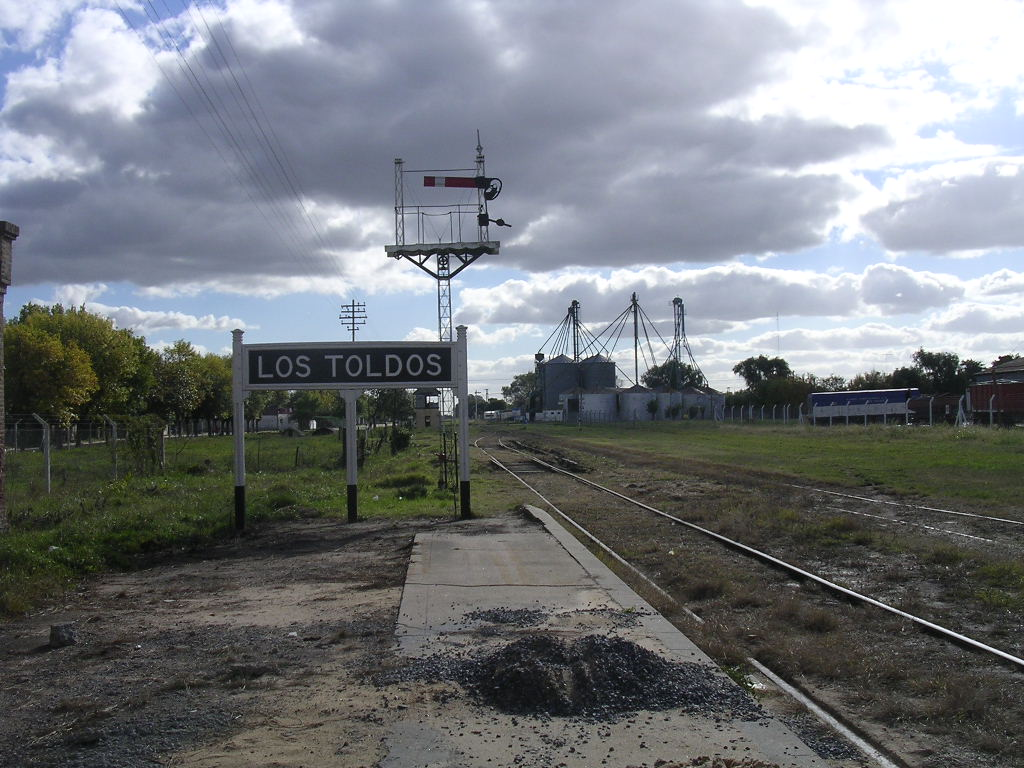
Estación Los Toldos en la localidad de Los Toldos operada por el servicio interurbano Once-General Pico.

### Once - Bragado - Pehuajó
Este servicio es operado por SOFSE
Estaciones:
|  |  | KDSTa |

|  |  | SKRZ-Au |

|  |  | BHF |

|  |  | hKRZWae |

|  |  | BHF |

|  |  | BHF |

|  |  | BHF |

|  |  | eABZgl | exCONTfq |

|  | exCONTgq | eABZgr |  |

|  |  | BHF |

|  |  | BHF |

|  |  | hKRZWae |

|  |  | BHF |

|  |  | DST |

|  | CONTgq | ABZgr |  |

|  | exCONTgq | eABZgr |  |

|  |  | BHF |

|  |  | HST |

|  |  | KDSTe |

- El tramo Once-Bragado también es operado por Trenes Argentinos Operaciones.

### Once - Santa Rosa - Toay (Suspendido)
Estaciones:
|  | exLKBHFa |

| CONTg | exLSTR |  |

| eDST | exLSTR |  |

| xABZgl | exLSTR |  |

| extSTRa | KBHFxa | uextENDEa |

| extSTR | STR | uextDST |

| extSTR | STR | uextSTRe |

| extSTRe | emABZg+l | uexSTRr |

| exSTRl | eABZg+r |  |

| exCONTgq | eABZg+r |  |

|  | BHF |

|  | BHF |

|  | BHF |

|  | SKRZ-Au |

|  | eABZg+l | exCONTfq |

|  | BHF |

| exCONTgq | eABZgr |  |

| exCONTgq | eABZgr |  |

|  | BHF |

|  | SKRZ-Au |

|  | BHF |

|  | BHF |

|  | BHF |

|  | mABZg+l | uCONTfq |

| CONTgq | ABZgr |  |

|  | BHF |

|  | BHF |

|  | BHF |

|  | BHF |

|  | HST |

|  | ABZgl | CONTfq |

|  | hKRZWae |

|  | HST |

|  | HST |

|  | SKRZ-Au |

|  | SKRZ-Au |

|  | BHF |

| exCONTgq | eABZgr |  |

| exCONTgq | eABZgr |  |

|  | mKRZu |

|  | SKRZ-Au |

|  | BHF |

|  | eHST |

|  | BUE |

|  | BHF |

| exCONTgq | eABZgr |  |

|  | hKRZWae |

|  | eHST |

|  | eABZgl | exCONTfq |

| exCONTgq | eABZgr |  |

|  | SKRZ-Au |

|  | BHF |

|  | SKRZ-Mu |

|  | eHST |

|  | BHF |

|  | eHST |

|  | HST |

|  | eHST |

|  | SKRZ-Mu |

|  | BHF |

| exCONTgq | eABZgr |  |

|  | eHST |

| exCONTgq | eABZgr |  |

|  | eHST |

|  | mKRZu |

|  | BHF |

|  | BUE |

|  | mKRZu |

|  | eHST |

|  | eHST |

|  | eHST |

|  | BHF |

|  | BUE |

|  | eHST |

|  | eHST |

|  | eHST |

|  | KBHFxe |

|  | exBUE |

|  | exABZgl | exCONTfq |

|  | exHST |

|  | exmKRZu |

|  | exHST |

|  | exHST |

|  | exHST |

|  | exBHF |

|  | exBUE |

| exCONTgq | exABZg+r |  |

|  | exHST |

|  | exABZgl | exCONTfq |

|  | exHST |

|  | exHST |

|  | exHST |

|  | exHST |

|  | exSTR+GRZq |

| exCONTgq | exABZg+r |  |

|  | exBHF |

|  | exABZgl | exCONTfq |

|  | exBUE |

|  | exHST |

|  | exHST |

|  | exHST |

|  | exHST |

|  | exBUE |

|  | exBHF |

|  | exBHF |

|  | exmSTR+GRZq |

|  | uexCONTf |

### Once - Bragado - Colonia Alvear (Suspendido)
Estaciones:
|  | exLKBHFa |

| CONTg | exLSTR |  |

| eDST | exLSTR |  |

| xABZgl | exLSTR |  |

| extSTRa | KBHFxa | uextENDEa |

| extSTR | STR | uextDST |

| extSTR | STR | uextSTRe |

| extSTRe | emABZg+l | uexSTRr |

| exSTRl | eABZg+r |  |

| exCONTgq | eABZg+r |  |

|  | BHF |

|  | BHF |

|  | BHF |

|  | SKRZ-Au |

|  | eABZg+l | exCONTfq |

|  | BHF |

| exCONTgq | eABZgr |  |

| exCONTgq | eABZgr |  |

|  | BHF |

|  | SKRZ-Au |

|  | BHF |

|  | BHF |

|  | BHF |

|  | mABZg+l | uCONTfq |

| CONTgq | ABZgr |  |

|  | BHF |

|  | BHF |

|  | BHF |

|  | BHF |

|  | HST |

|  | ABZgl | CONTfq |

|  | hKRZWae |

|  | HST |

|  | HST |

|  | SKRZ-Au |

|  | SKRZ-Au |

|  | BHF |

| exCONTgq | eABZgr |  |

| exCONTgq | eABZgr |  |

|  | mKRZu |

|  | SKRZ-Au |

|  | BHF |

|  | eHST |

|  | BUE |

|  | BHF |

| exCONTgq | eABZgr |  |

|  | hKRZWae |

|  | eHST |

|  | eABZgl | exCONTfq |

| exCONTgq | eABZgr |  |

|  | SKRZ-Au |

|  | BHF |

|  | SKRZ-Mu |

|  | eHST |

|  | BHF |

|  | eHST |

|  | HST |

|  | eHST |

|  | SKRZ-Mu |

|  | BHF |

|  | ABZgl | CONTfq |

|  | eHST |

|  | eHST |

|  | eHST |

|  | BUE |

|  | BHF |

|  | eABZgl | exCONTfq |

|  | eHST |

|  | HST |

| exCONTgq | eABZg+r |  |

|  | eHST |

|  | BUE |

|  | BHF |

|  | eABZgl | exCONTfq |

|  | BUE |

|  | eHST |

|  | eHST |

|  | BHF |

|  | eHST |

| CONTgq | eKRZu+r | exCONTfq |

|  | HST |

|  | eHST |

|  | BHF |

|  | eHST |

|  | eHST |

|  | eHST |

|  | BUE |

|  | BHF |

|  | eHST |

|  | eHST |

|  | STR+GRZq |

|  | HST |

|  | eHST |

|  | eHST |

|  | eHST |

|  | eHST |

|  | ABZgl+l | CONTfq |

|  | KBHFxe |

| exCONTgq | exABZgr |  |

|  | exBUE |

|  | exHST |

|  | exHST |

|  | exHST |

|  | exHST |

|  | exSTR+GRZq |

|  | exHST |

|  | exBUE |

|  | exHST |

|  | exBUE |

|  | exHST |

|  | exHST |

|  | exHST |

|  | exBUE |

|  | exHST |

|  | exHST |

|  | exHST |

|  | exhKRZWae |

|  | exSTR+GRZq |

|  | exHST |

|  | exHST |

|  | exHST |

|  | exHST |

|  | exHST |

|  | exBHF |

| exCONTgq | exABZgr |  |

| exSTR+l | exABZlr | exSTR+r |

| exBUE |  | exSTR |

| exhKRZWae |  | exSTR |

| exSTR |  | exBHF |

| exSTR |  | exENDEe |

| exBHF |

| exENDEe |

### Once - General Pico (vía Trenque Lauquen) (suspendido)
Servicio operado por Trenes Argentinos Operaciones con formación de larga distancia. (Locomotora CNR CKD8 + Coches CNR)
Paradas (según los horarios):
- Once
- Mercedes
- Suipacha
- Chivilcoy Sud
- Vaccarezza
- Mechita
- Bragado
- 9 de Julio
- Carlos Casares
- Pehuajó
- Trenque Lauquen
- Catriló
- Quemú Quemú
- General Pico

### Bragado - General Pico (vía Realicó) (suspendido)
Servicio operado por Trenes Argentinos Operaciones con Coche Motor CAF Serie 593 de Renfe y/o Coche Motor Materfer CMM 400-2 y/o Locomotora GM GR-12 con Coches Sorefame
Paradas (según los horarios):
- Bragado
- Los Toldos
- Lincoln
- General Pinto
- Coronel Granada
- Ameghino
- General Villegas
- Banderaló
- Bernardo Larroudé
- Realicó
- Falucho
- Ojeda
- Vértiz
- Speluzzi
- General Pico

### Catriló - Santa Rosa (suspendido)
Servicio operado por Trenes Argentinos Operaciones.
Este servicio vendría a ser la continuación (2.ª parte) del tren que viene de Once.
Paradas:
- Catriló
- Lonquimay
- Anguil
- Uriburu
- Santa Rosa

## Ramales y estaciones cerradas

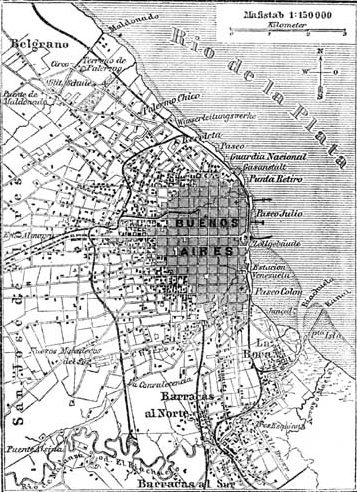
En este mapa de 1888 se ve el recorrido de los ramales Parque-Once, Once-Riachuelo y Once-Catalinas.

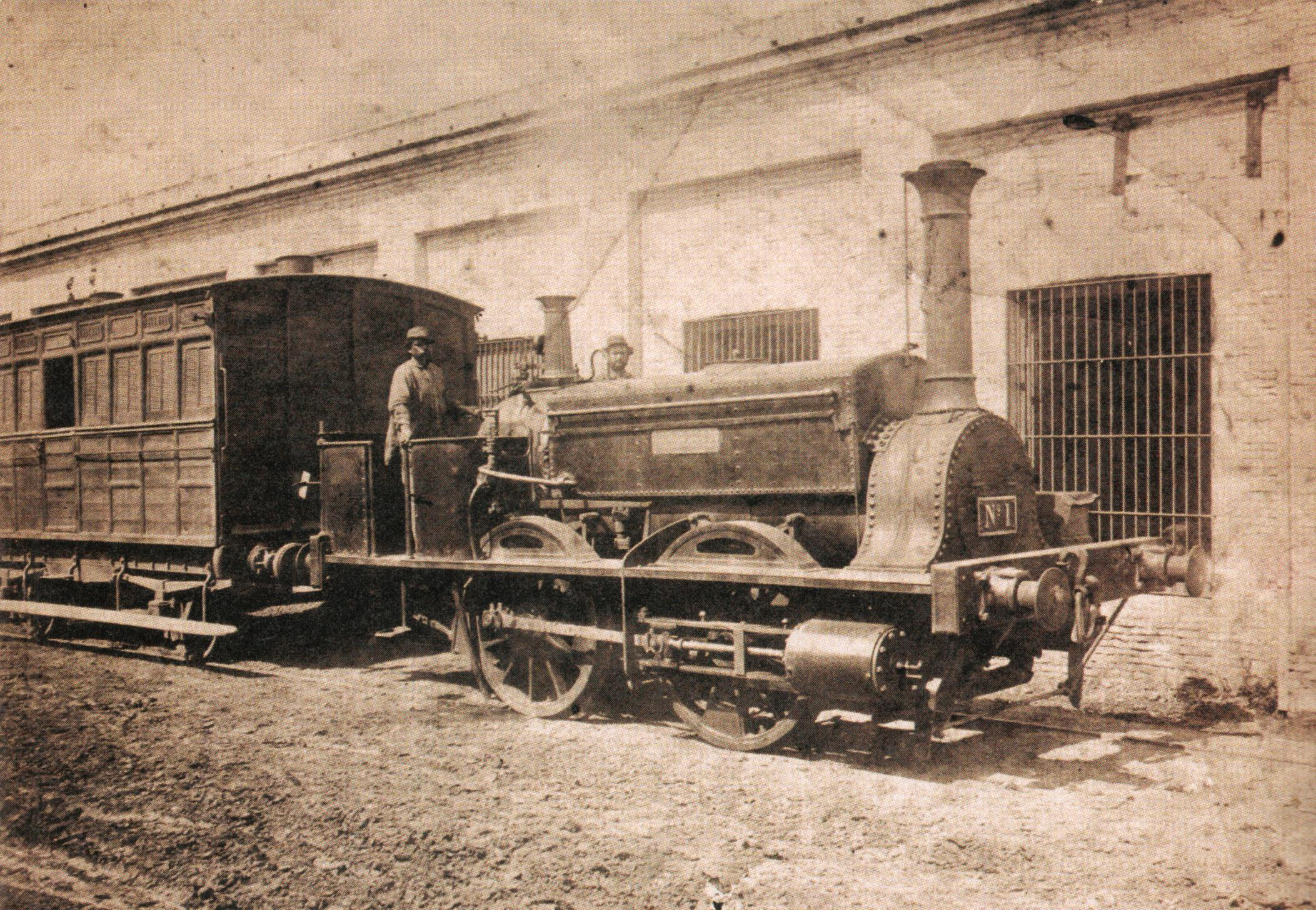
Las molestias al tránsito hicieron necesario la clausura del ramal a la estación Parque.

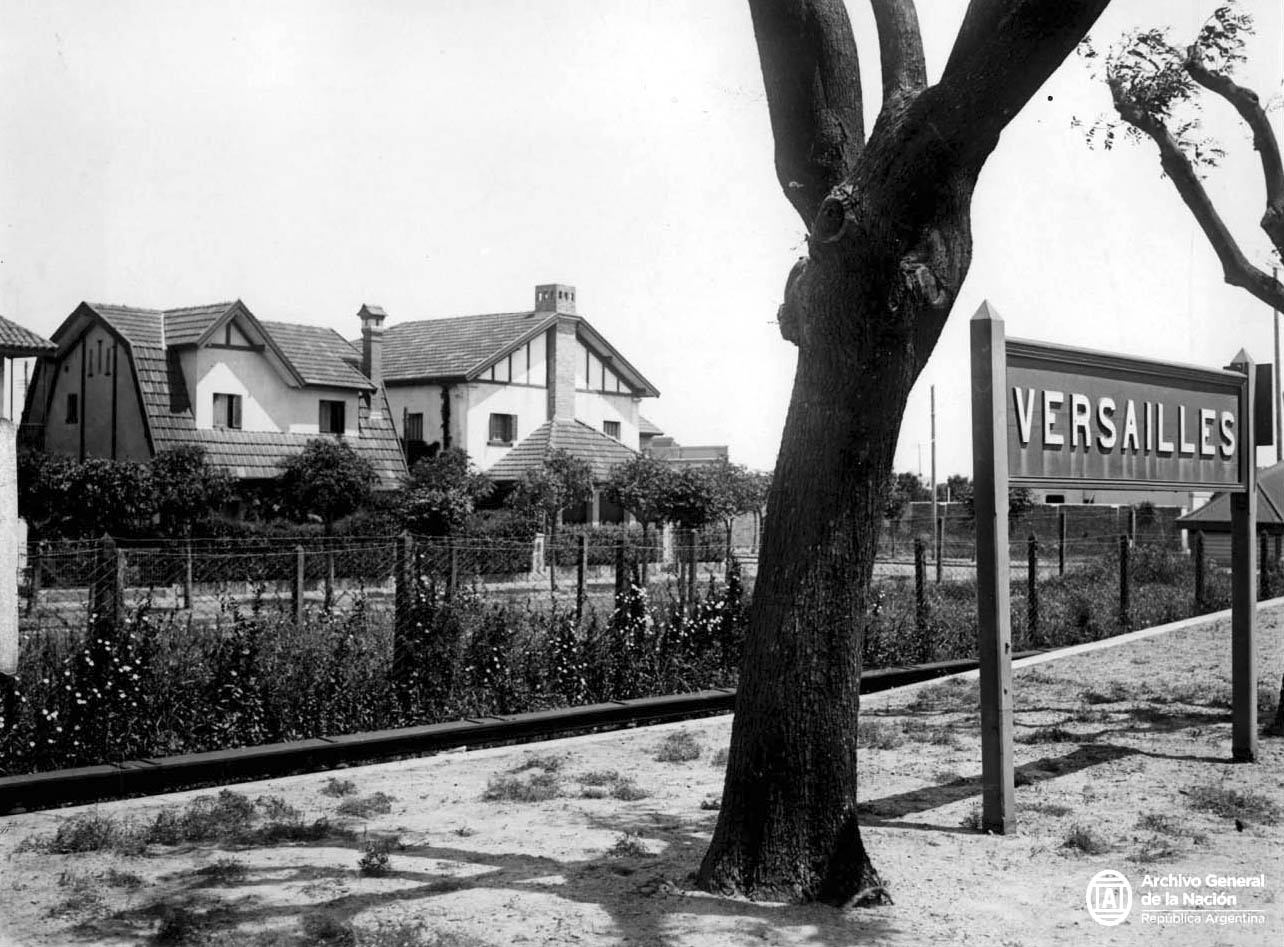
Estación Versailles.

### Ramales desmantelados
- Once-Riachuelo-Avellaneda

Desde 1865, por la actual calle Sánchez de Bustamante, Loria, Oruro, Deán Funes y Zavaleta. Originalmente construido para llegar al puerto del Riachuelo. En 1869 comenzó a transportar basura, ocasionalmente hubo servicios de pasajeros. Con la habilitación del ramal a Catalinas, este ramal quedó únicamente para el traslado de basura.
En 1890 fue prolongado hasta la actual Avellaneda, solo para cargas.
Fue clausurado el 7 de septiembre de 1895, y reemplazado por el de Villa Luro-Riachuelo.
- Once-Chacarita

Este ramal fue creado de emergencia, en 1871, a causa de la epidemia de fiebre amarilla. Circulaba por la actual Avenida Corrientes hasta el cementerio de la Chacarita. Cesó sus servicios en 1888.
- Once-Catalinas

Habilitado en 1871 como complemento del ramal al Riachuelo, como una forma de llegar al puerto sobre el Río de la Plata. Circulaba por la actual Avenida Pueyrredón, hasta llegar a las vías del ferrocarril Central.
Fue usado también en ocasiones para el traslado de pasajeros hasta la estación Central de los ferrocarriles Buenos Aires y Puerto de Ensenada, Central y Rosario.
Fue clausurado en 1895 y reemplazado por el de Caballito-Empalme Triunvirato.
- Del Parque-Once

Era parte del trazado original de la línea y fue habilitado en 1857. Sus vías fueron desmanteladas en 1883.[cita requerida]
- Caballito-Triunvirato

Fue creado en 1895 como reemplazo del clausurado Once-Catalinas.
También se lo llamó “Nuevo ramal a la Chacarita” y circulaba por la actual Avenida Honorio Pueyrredón. Fue cerrado en 1925 al crearse el actual ramal Haedo - Caseros.
- Villa Luro-Versailles

Creado en 1911. Cerrado en 1952.
- Villa Luro-Riachuelo

Fue creado en reemplazo del cerrado Once-Riachuelo, corría por donde hoy se ubica la Av. Perito Moreno y autopista Perito Moreno.
Existió una curva de acceso desde las inmediaciones de la actual Estación Floresta pero fue cerrada en 1923.
El ramal fue cerrado en 1951.
- San Antonio de Padua-?

Existió un corto ramal de unos 2 km de longitud en las proximidades de la estación San Antonio de Padua en 1902. Este ramal tenía como destino unos hornos de cocción de ladrillos, que eran utilizados para la construcción de la trinchera entre las estaciones de Once y Caballito.
- Luján-Basílica

Este ramal, del que quedan escasos registros escritos (aparece en antiguas guías de planos y calles, como la "Filcar"), se inauguró en 1899 y circulaba desde la estación Luján hasta la Basílica de Luján, en un trayecto de 1978 metros a lo largo de las actuales calles Enrique Udaondo y Enrique Banech. La estación estaba ubicada en el cruce de esta última con las calles Italia y Rivadavia. Hoy es una plazoleta que conserva restos de un andén y el nomenclador [cita requerida]. 
Se lo concibió con un servicio destinado a facilitar la llegada de peregrinos, aunque también fue utilizado para el transporte de materiales para la construcción de la Basílica.  No tenía horarios fijos y por ese motivo no figuraba en itinerarios o murales. El servicio se hacía “a demanda”, generalmente contratado por adelantado. Llegó a circular hasta 25 formaciones diarias los días 8 de diciembre (Día de la Virgen).[cita requerida]
En mayo de 1955 el ferrocarril Sarmiento suspende el servicio, aunque esporádicamente siguieron circulando formaciones. Las vías fueron levantadas definitivamente en 1958.
- Tablada-Mataderos

Habilitado en 1903, para el traslado de ganado en pie a los nuevos mataderos.
El 8 de septiembre de 1985 tras el descarrilamiento de un tren de haciendas que salía vacío del ramal rumbo a Haedo se decidió suspender la corrida de trenes hacia y desde Mataderos.
Como consecuencia de este descarrilamiento varias casas, que estaban muy próximas a las vías, quedaron destruidas.
Entrada la década de 1990 la vía fue tapada, en la entrada al ramal, e hicieron la calle Guillermo Hudson, la cual por unos 420 metros discurre paralela a la vía del ramal Buenos Aires a Tapiales del Ferrocarril General Belgrano. En su recorrido hacia la avenida General Paz se construyeron plazas. En otros sectores, la vía sigue siendo visible:[cita requerida] antes del cruce de avenida General Paz la cual circula por un puente sobre las vías, las mismas fueron desmanteladas y reemplazadas por la calle Rodolfo Scapino, donde actualmente se asienta un depósito policial.

### Estaciones cerradas
- Almagro

Funcionó en la zona de la actual calle Francisco Acuña de Figueroa desde 1860 a 1887. El edificio fue demolido en 1903 cuando se construyó la trinchera entre Once y Caballito.
- Parque

Ver Demolición de la estación Del Parque

## Galería

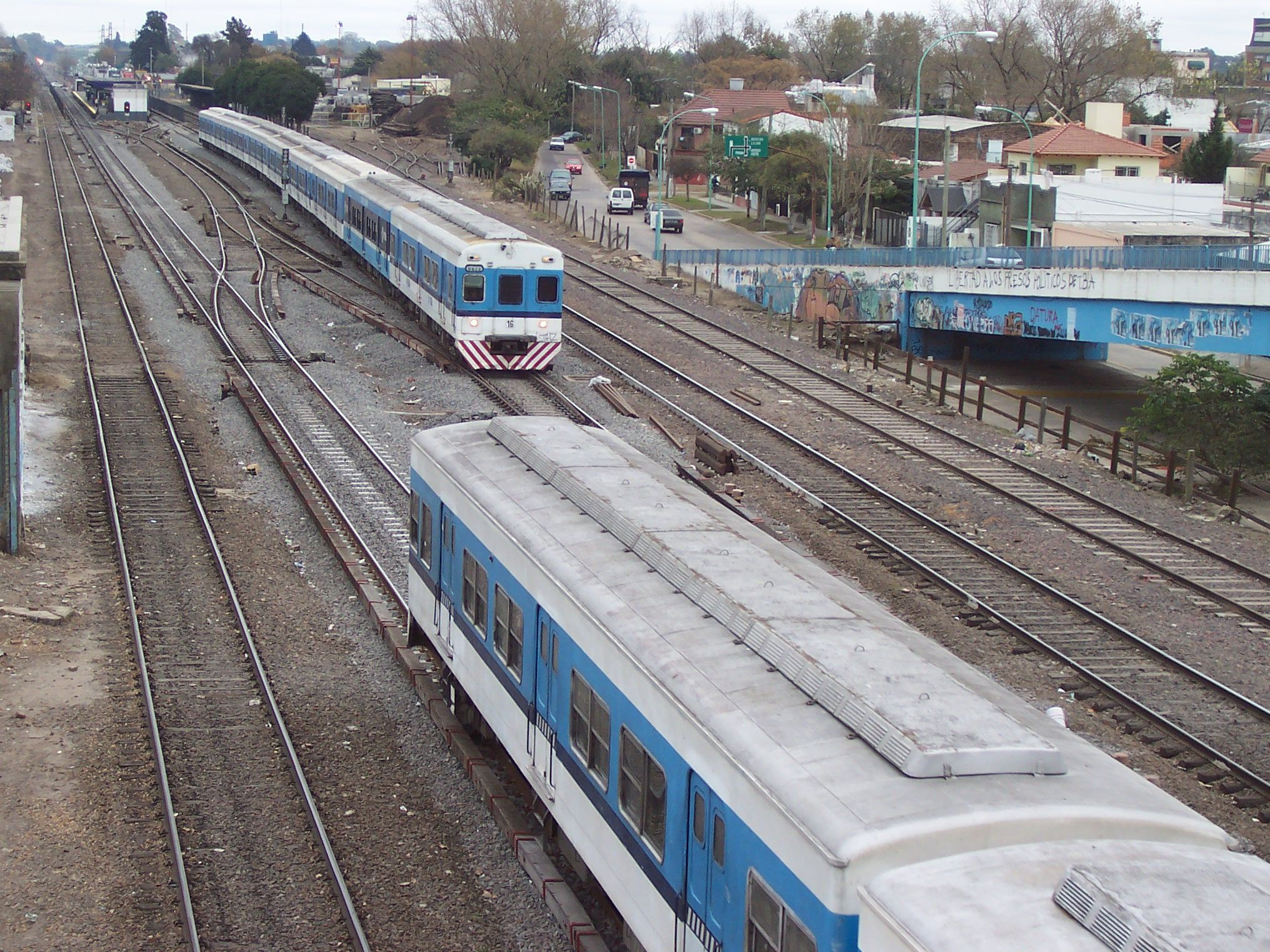
Vista aérea de la estación Merlo.
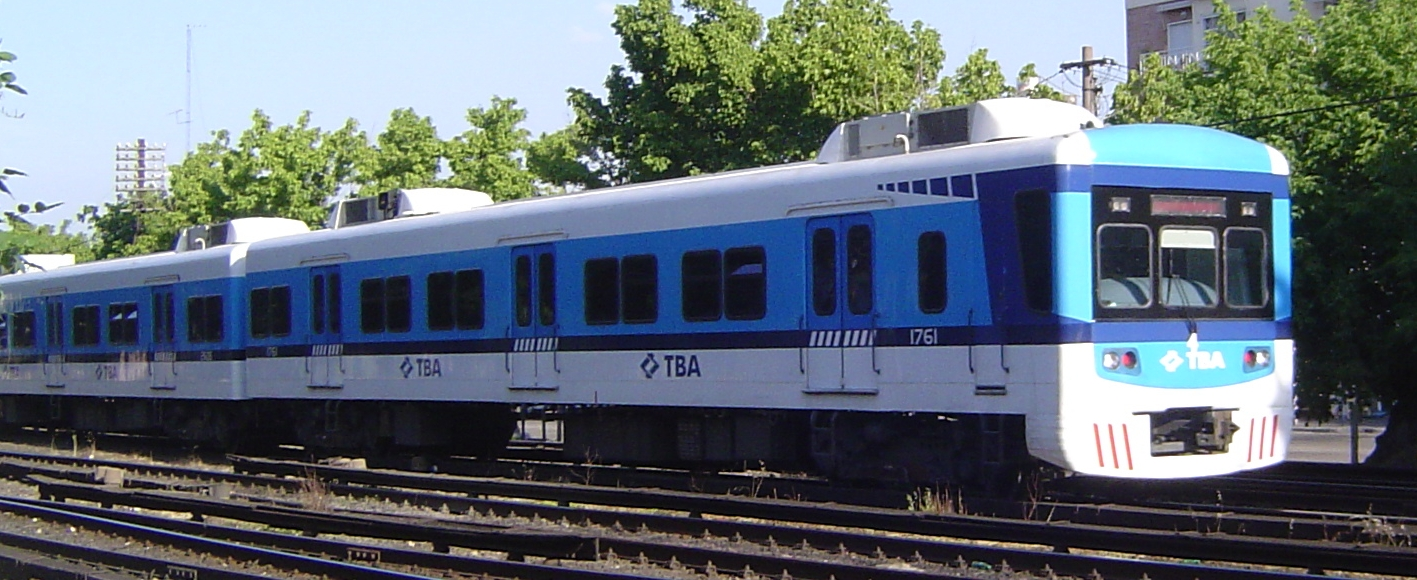
Una unidad eléctrica. diciembre de 2007.
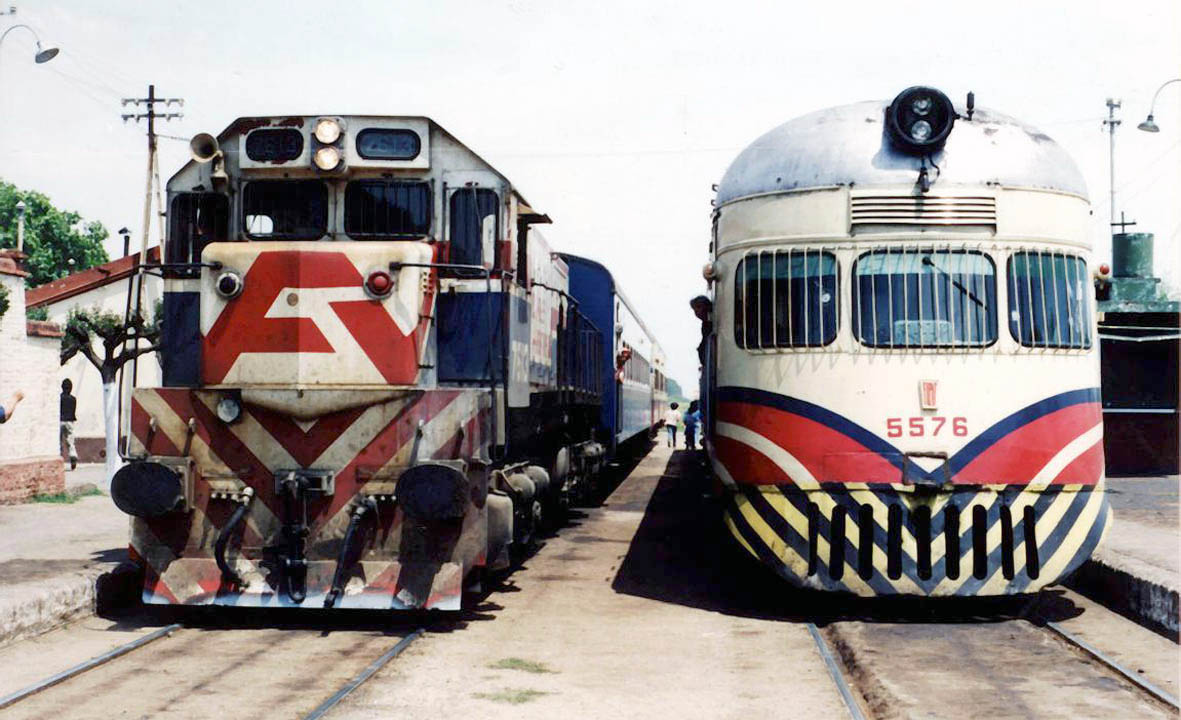
Cruzada de dos trenes en Marcos Paz durante la administración de Ferrocarriles Argentinos.
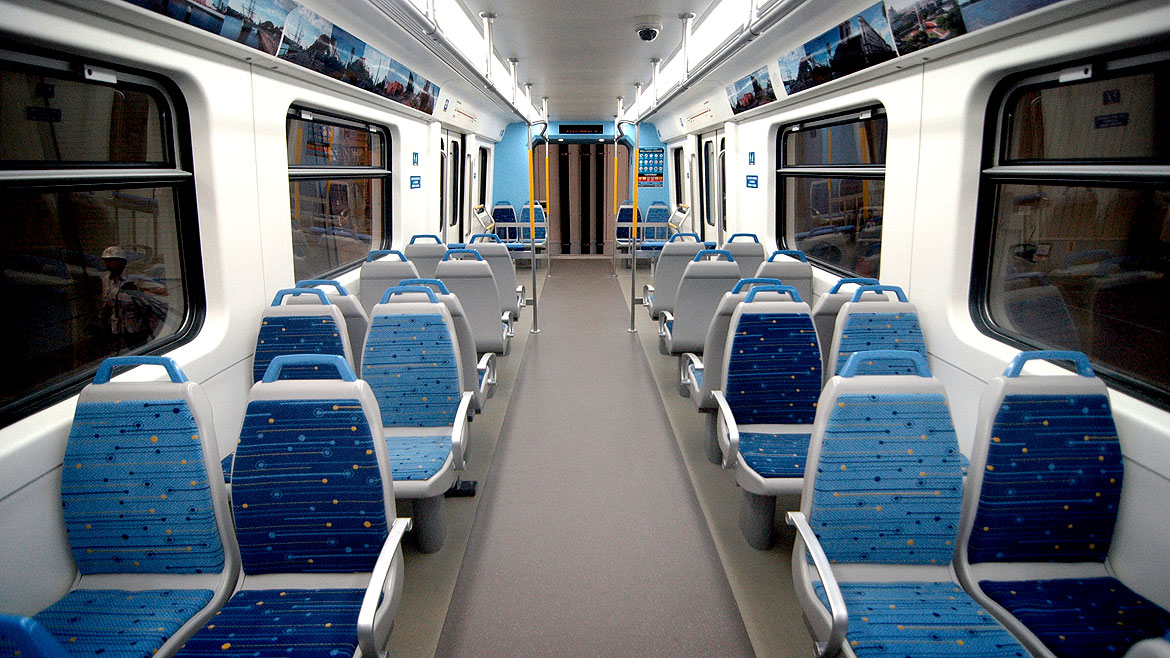
Interior del nuevo tren Sarmiento adquirido por el gobierno nacional.